# Coxim (Mato Grosso do Sul)
Coxim é um município brasileiro da região centro-oeste, situado ao norte do estado de Mato Grosso do Sul, numa região dominada antigamente por índios das etnias Caiapó e Bororó, e também é reconhecido por suas denominações populares de "Capital Nacional do Peixe", "Terra do Pé-de-cedro" e "Portal do Pantanal".
Situado na borda setentrional da Bacia do Alto-Paraguai, Coxim é um dos principais pontos de pesca de água-doce do país, atraindo milhares de turistas, pescadores amadores, que buscam nas águas piscosas dos rios Taquari, Coxim, Jauru e Piquiri a oportunidade de realizarem suas incursões pesqueiras, sendo, desta forma, considerado também um centro econômico e turístico regional, conhecido nacionalmente também por abrigar diversos ícones paisagísticos como as cachoeiras do Salto e Palmeiras, além de inúmeros rios, serras e pantanais. Possui dezenas de hotéis, pousadas, balneários, restaurantes e demais empreendimentos gastronômicos, além de centenas de ranchos pesqueiros e áreas de camping que fazem a festa de turistas e visitantes que optam por Coxim como destino de sua viagem. Cerca de um terço de seu território, mais especificamente 2.132 quilômetros quadrados, está dentro da planície pantaneira do Paiaguás.
Considerado um município-polo na região norte do estado, Coxim tem a 14ª maior população dos 79 municípios sul-mato-grossenses, e representa o 19º maior PIB do estado, estimado em mais de R$ 530 milhões em 2012 segundo o IBGE, possuindo um dos maiores rebanhos de bovinos do estado, e vem se tornando também um pólo universitário, sendo que, nos últimos anos, estabeleceram-se na cidade as Universidades Federal e Estadual de Mato Grosso do Sul, bem como o Instituto Federal de Mato Grosso do Sul (IFMS).

## História
Os irmãos Lemes, fugidos de São Paulo em 1719, chegaram à região da atual cidade de Cuiabá por Coxim. Em 1722 passa pela região o então Governador da Capitania de São Paulo Dom Rodrigo César de Menezes, que assinou a concessão de três sesmaria nos sertões do
Taquari em 1727: uma em 4 de março, a favor de João de Araújo Cabral, a segunda sesmaria no Rio Taquari em 4 de abril, a favor do Sargento-Mor Manoel Lopes do Prado e uma terceira ainda no Rio Taquari, em 31 de dezembro, a favor de Domingos Gomes Biliago. Este último, unindo-se a Antônio de Sousa Bastos, Manoel Caetano e os Padres Antônio de Morais e José Frias, em 1729, fundaram o Arraial do Biliago, à margem esquerda do Rio Taquari, onde atualmente, na margem oposta, se situa Coxim, cujo finalidade era o de socorrer as monções que iam de São Paulo até Cuiabá.
No início o arraial pouco se desenvolveu e, criado o Destacamento Militar do Piquiri, foi elevado à Freguesia em 1850, sendo Biliago incluído dentro dos seus limites. Por ficar às margens de um rio navegável e com a ligação terrestre que ligou a região ao interior de Goiás, o arraial foi se desenvolvendo e em 1862, mudou o nome de Núcleo do Taquari com criação no lugar, de uma Colônia Militar, pelo Governador da Província, Herculano Ferreira Penna.
Em abril de 1865 o Núcleo é povoado por forças invasoras paraguaias e seu Comandante, Capitão Antônio Pedro, se retirou do Povoado com um contingente de 125 pessoas em direção a norte do Estado. Em 8 de maio do 1866, a notícia da ocupação local chegou à Cuiabá pelo cidadão Antônio Teodoro de Carvalho, morador na Fazenda São Pedro, distante oito léguas do Núcleo. Segundo um ofício do Capitão Antônio Pedro ao Presidente da Província, datado de 15 de maio de 1866, as forças invasoras que ocuparam o Núcleo eram de 400 a 500 soldados, com dois canhões que incendiaram o Povoado, saqueando e abandonando-o depois de seis dias de ocupação.
Em 1872, o Núcleo foi elevado à categoria de Freguesia com a denominação de São José de Herculânia, em homenagem ao Presidente Herculano Ferreira Penna, que lhe dera os primeiros impulsos. Em 1892, a Assembleia Legislativa apresentou ao Presidência do Estado para ser sancionada uma Lei mudando o nome de Herculânia para Coxim, o que não foi aceito. Em 11 de abril de 1898 a localidade é elevada à categoria de vila e município, substituiu-lhe finalmente Herculânia por Coxim, restituindo em 1944, pelo Interventor Júlio Müller.
Em 1913, Coxim foi elevada à categoria de Comarca, sendo presidido pelo Juiz Amâncio Ramos, conservando-se o nome e os mesmos limites. De 1916 a 1926, houve um período de turbulências, crimes e desgraças, com um maníaco subindo ao Poder, causando estrago na Comarca. Houve até a extinção da Comarca, restabelecida depois. Em 1977 Coxim passa a fazer parte do novo estado de Mato Grosso do Sul. E com a criação dos municípios de Camapuã, Rio Verde de Mato Grosso, Pedro Gomes e Alcinópolis, Coxim perdeu parte do seu grande território.

### Calamidade
No dia 2 de fevereiro de 1977, o Rio Taquari, repentinamente extravasou de seu leito natural e inundou grande parte do município, causando uma enchente de proporções altamente calamitosa para a população e para a economia do município, o que obrigou o prefeito da época a declarar situação de emergência e a mobilizar todos os recursos disponíveis para socorrer as inúmeras vítimas do flagelo, no que foi auxiliado pelo 47.º Batalhão de Infantaria (aliado as ações do Governo do Estado), através da presença do Chefe da Casa Civil, a Cemat e o Dermat.
Em janeiro de 1989, volta-se a repetir o mesmo fenômeno, desta vez com maiores agravantes, quando até a antiga ponte de concreto construída na administração de Alaor Garcia da Silveira, em 1948, sofreu danos estruturais. Até trechos da BR-163 que corta o município e a cidade, sofreu as consequências de desaterros em várias partes do seu percurso.

### Topônimo
Segundo Silveira (1995), a toponínia de Taquari e Coxim são:
Taquary ou Taquari
Nome de origem guarani, que se desdobra em dois elementos:
- Taquara = Taquaral
- Y = rio

Portanto, Rio dos Taquarais.
Coxim
Coxim, ou Dores de Coxim, era a denominação que lhe dava o Estado de Goiás que pretendia firmar posse nesta parte de Mato Grosso.
É derivado do dialeto Bororó, com o significado de peixe (Cojim = Peixe).

## Geografia

### Localização
O município de Coxim está situado no sul da região Centro-Oeste do Brasil, no norte de Mato Grosso do Sul (Microrregião do Alto Taquari). Localiza-se na latitude de 18º30’25” Sul e longitude de 54°45’36” Oeste. Distâncias:
- 242 km da capital estadual (Campo Grande)
- 982 km da capital federal (Brasília).

### Geografia física

#### Solo
No município de Coxim os tipos de solos são variados. Na porção compreendida pela depressão pantaneira, verifica-se a ocorrência de solos Hidromórficos diversos. Na porção serrana são encontrados solos Litólicos e Luvissolos de textura variável ambos com baixa fertilidade natural. Já na porção central, verifica-se a dominância de Podzólicos e Latossolos de textura média associados a Neossolos, ambos álicos.

#### Relevo e altitude
Está a uma altitude de 238 m.

#### Clima, temperatura e pluviosidade
Está sob influência do clima tropical (Aw) úmido e sub-úmido, sendo registradas variações anuais de temperaturas de cerca de 15 °C no inverno a 32 °C no verão. As temperaturas médias compensadas variam de 20 °C a 26 °C, com período seco de três a quatro meses. Na porção que compreende a depressão pantaneira, apresentam-se duas estações bem definidas, período seco com duração de quatro a cinco meses, a precipitação anual oscila em torno de 1 500 mm/ano.
Segundo dados do Instituto Nacional de Meteorologia (INMET), referentes ao período de 1973 a 1994, a menor temperatura registrada em Coxim foi de −1,4 °C em 18 de julho de 1975, e a maior atingiu 44,1 °C em 30 de setembro de 2020. O maior acumulado de precipitação em 24 horas foi de 118,6 milímetros em 20 de dezembro de 1980. O índice mais baixo de umidade relativa do ar atingiu apenas 15%, na tarde de 17 de agosto de 1978.
| Dados climatológicos para Coxim                                                                                        | Dados climatológicos para Coxim | Dados climatológicos para Coxim | Dados climatológicos para Coxim | Dados climatológicos para Coxim | Dados climatológicos para Coxim | Dados climatológicos para Coxim | Dados climatológicos para Coxim | Dados climatológicos para Coxim | Dados climatológicos para Coxim | Dados climatológicos para Coxim | Dados climatológicos para Coxim | Dados climatológicos para Coxim | Dados climatológicos para Coxim |
| Mês | Jan                             | Fev                             | Mar                             | Abr                             | Mai                             | Jun                             | Jul                             | Ago                             | Set                             | Out                             | Nov                             | Dez                             | Ano                             |
| --- | ------------------------------- | ------------------------------- | ------------------------------- | ------------------------------- | ------------------------------- | ------------------------------- | ------------------------------- | ------------------------------- | ------------------------------- | ------------------------------- | ------------------------------- | ------------------------------- | ------------------------------- |
| Temperatura máxima recorde (°C)                                                                                        | 38,3                            | 38,6                            | 37,8                            | 37,8                            | 36                              | 34                              | 35,4                            | 38,2                            | 44,1                            | 44,0                            | 39,8                            | 39                              | 44,1                            |
| Temperatura máxima média (°C)                                                                                          | 32                              | 32,3                            | 32,3                            | 32                              | 30,7                            | 29,5                            | 31,6                            | 32,5                            | 32,7                            | 33,7                            | 33                              | 32                              | 32                              |
| Temperatura média (°C)                                                                                                 | 25,9                            | 25,8                            | 25,6                            | 24,5                            | 22,5                            | 20,5                            | 20,9                            | 22,4                            | 24,6                            | 26,3                            | 26,2                            | 25,9                            | 24,3                            |
| Temperatura mínima média (°C)                                                                                          | 22,2                            | 21,9                            | 21,7                            | 20,3                            | 17,4                            | 14,9                            | 14,9                            | 15,5                            | 18,7                            | 20,8                            | 21,6                            | 22,1                            | 19,3                            |
| Temperatura mínima recorde (°C)                                                                                        | 16                              | 14,5                            | 14,2                            | 12,7                            | 5,1                             | 0,4                             | −1,4                            | 0,2                             | 9,2                             | 11,6                            | 10,9                            | 18,1                            | −1,4                            |
| Precipitação (mm) | 248,8                           | 212                             | 146,2                           | 108,2                           | 88,5                            | 22,4                            | 24,2                            | 35,8                            | 56,8                            | 123,6                           | 226,6                           | 225,9                           | 1 519                           |
| Dias com precipitação (≥ 1 mm)                                                                                         | 16                              | 15                              | 12                              | 8                               | 7                               | 2                               | 1                               | 2                               | 5                               | 9                               | 12                              | 16                              | 105                             |
| Umidade relativa (%)                                                                                                   | 80                              | 78,9                            | 79,1                            | 77,2                            | 75                              | 74,3                            | 63,6                            | 60,2                            | 62,9                            | 65                              | 70,1                            | 78,9                            | 72,1                            |
| Insolação (h) | 175,8                           | 184                             | 187,4                           | 205,6                           | 216                             | 217,3                           | 246,8                           | 205,9                           | 145,1                           | 212                             | 190,8                           | 183,4                           | 2 370,1                         |
| Fonte: Instituto Nacional de Meteorologia (normal climatológica de 1961-1990; recordes de temperatura de 1973 a 1994). |                                 |                                 |                                 |                                 |                                 |                                 |                                 |                                 |                                 |                                 |                                 |                                 |                                 |

#### Hidrografia
Está sob influência da Bacia do Rio da Prata. Os principais cursos d'água no município são os seguintes:
- Rios: Coxim, Jauru, Piquiri e Taquari
- Ribeirões: Bonsucesso, Cachoeirinha, Claro, Furna, Salto, São Bento, Torrinhas, Urutau e Córrego da Onça.

#### Vegetação
Se localiza na região de influência de Cerrados, encontrando-se ainda, pequenas manchas de campos limpos. Se apresenta nas suas diferentes fisionomias e em encraves com a Floresta Estacional. A pastagem plantada é expressiva na porção central do município. Pequenas áreas de cultura cíclica se integram à vegetação.

### Geografia política

#### Fuso horário
Está a -1 hora com relação a Brasília e -4 com relação a Greenwich.

#### Área
Ocupa uma superfície de 6 411,552 km², o equivalente a 35,5% da microrregião e a 4,42% do total do Estado.
Pantanal
A Unesco reconheceu o Pantanal como uma das mais exuberantes e diversificadas reservas naturais do Planeta integrando-o ao acervo dos patrimônios da humanidade. Localizado no interior da América do Sul, é a maior extensão úmida contínua do planeta, possuindo cerca de 250 mil km². Destaca-se pelas inúmeras espécies de animais e vegetações decorrentes do ambiente contraditório que alterna entre períodos úmidos e de estiagem. O Pantanal entretanto não é um só. Existem dez pantanais na região com características diferentes: Nabileque - 9,4 %; Miranda - 4,6%; Aquidauana - 4,9 %; Abobral - 1,6 %; Nhecolândia - 17,8 %; Paiaguás - 18,3 %; Paraguai - 5,3 %; Barão de Melgaço - 13,3 %; Poconé - 12,9 %; Cáceres - 11,9 %.
A beleza proporcionada pela paisagem pantaneira fascina pessoas de todo o mundo fazendo com que o turismo se desenvolva em vários municípios da região. O desenvolvimento de um pensamento ambientalista e social para o pantanal tem levado vários pesquisadores a discutirem o impacto da ocupação humana neste ecossistema. Dentre os principais problemas ambientais destacamos: a pesca predatória; a caça de jacarés; a poluição dos rios da bacia do Paraguai; os garimpos do Estado de Mato Grosso e a poluição das águas pelo mercúrio; a hidrovia Paraguai-Paraná. Tais questões tem sido alvo de uma extensa discussão e algumas ações ambientais por parte dos órgãos ambientais e da comunidade tem coibido tais agressões.
Cerrado
O Cerrado é um bioma do tipo biócoro savana que ocorre no Brasil, constituindo-se num dos seis grandes biomas brasileiros. É uma forma de vegetação que tem diversas variações fisionômicas ao longo das grandes áreas que ocupam do território do país. É uma área zonal, como as savanas da África, e corresponde grosso modo ao Planalto Central. O Cerrado é o segundo maior bioma brasileiro, estendendo-se por uma área de 2.045.064 km², abrange 4 estados do Brasil Central (Goiás, Mato Grosso, Mato Grosso do Sul e Distrito Federal), 2 estados da região Sudeste (São Paulo e Minas Gerais), 3 estados da região Nordeste (Bahia, Maranhão e Piauí) e 3 estados da Região Norte (Tocantins, Pará e Rondônia). Cortado por três das maiores bacias hidrográficas da América do Sul, tem índices pluviométricos regulares que lhe propiciam sua grande biodiversidade. Há também os ecossistemas de transição com os outros biomas que fazem limite com o Cerrado.
A paisagem do Cerrado possui alta biodiversidade, embora menor que a mata atlântica e a floresta amazônica. Pouco afetado até a década de 1960, está desde então crescentemente ameaçado, principalmente os cerradões, seja pela instalação de cidades e rodovias, seja pelo crescimento das monoculturas, como soja e o arroz, a pecuária intensiva, a carvoaria e o desmatamento causado pela atividade madeireira e por frequentes queimadas, devido às altas temperaturas e baixa umidade, quanto ao infortúnio do descuido humano. Grande parte do Cerrado já foi destruída, em especial para a instalação de cidades e plantações, o que o torna um bioma muito mais ameaçado do que a Amazônia.

#### Subdivisões
Os distritos abrigam geralmente a população da zona rural, derivado das fazendas de gado de corte da região. Alguns contam com escolas, creches e postos de saúde. Com uma zona rural vasta, o município contém vários distritos ligados a ele, dentre eles os mais importantes são:
- Jauru - população estimada: 600 habitantes; distância de Coxim: 60 km
- São Romão - população estimada: 500 habitantes; distância de Coxim: 12 km
- Taquari - população estimada: 1000 habitantes; distância de Coxim: 4 km
- Silviolândia - população estimada: 1100 habitantes; distância de Coxim: 5 km

#### Arredores
Limita-se com Rio Verde de Mato Grosso, São Gabriel do Oeste, Camapuã, Alcinópolis, Pedro Gomes e Sonora.

## Economia
Sua economia está fortemente ligada ao turismo de pesca, cultura, pecuária e agricultura.
O município é um dos maiores produtores de soja do estado. A pecuária é outra atividade econômica de grande importância para o município, que detém um rebanho bovino de 523.928 cabeças, segundo o IBGE.
Município situado a leste do Pantanal, Coxim é um dos principais pontos de pesca do País atraindo diversos pescadores que buscam as águas piscosas dos Rios Coxim, Jauru e Taquari.
Potencial de consumo (2005): 0.01%

### Centro de zona B
Coxim, com mais de 30 mil habitantes e um relacionamento direto, é um Centro de Zona B. Nível formado por cidades de menor porte e com atuação restrita à sua área imediata; exercem funções de gestão elementares. Coxim é uma das 364 cidades no Brasil com a classificação Centro de Zona B.

## Demografia
Sua população é de 33.045 pessoas (IBGE/2014), mas estima-se que com a população flutuante, a cidade possua aproximadamente 40.000 habitantes.

### Filhos da Terra
- João Bosco e Vinícius: dupla sertaneja pioneira no circuito universitário

## Religião
Conforme o Censo de 2010 do IBGE, a população de Coxim é formada por grupos religiosos como cristãos (89,49%), sendo católicos (66,77%), evangélicos de missão (3,60%), evangélicas de origem pentecostal (12,08%), restauracionistas (0,65%) e outros cristãos (6,39%) os seus representantes. Outros grupos presentes são os eeencarnacionistas (1,36%), orientais (0,22%), tradições esotéricas (0,26%), indefinidos (0,48%) e não religiosos (8,20%).

### Cristãos
É de longe o maior grupo religioso presente em Coxim, totalizando 89,49% de sua população.

#### Católicos

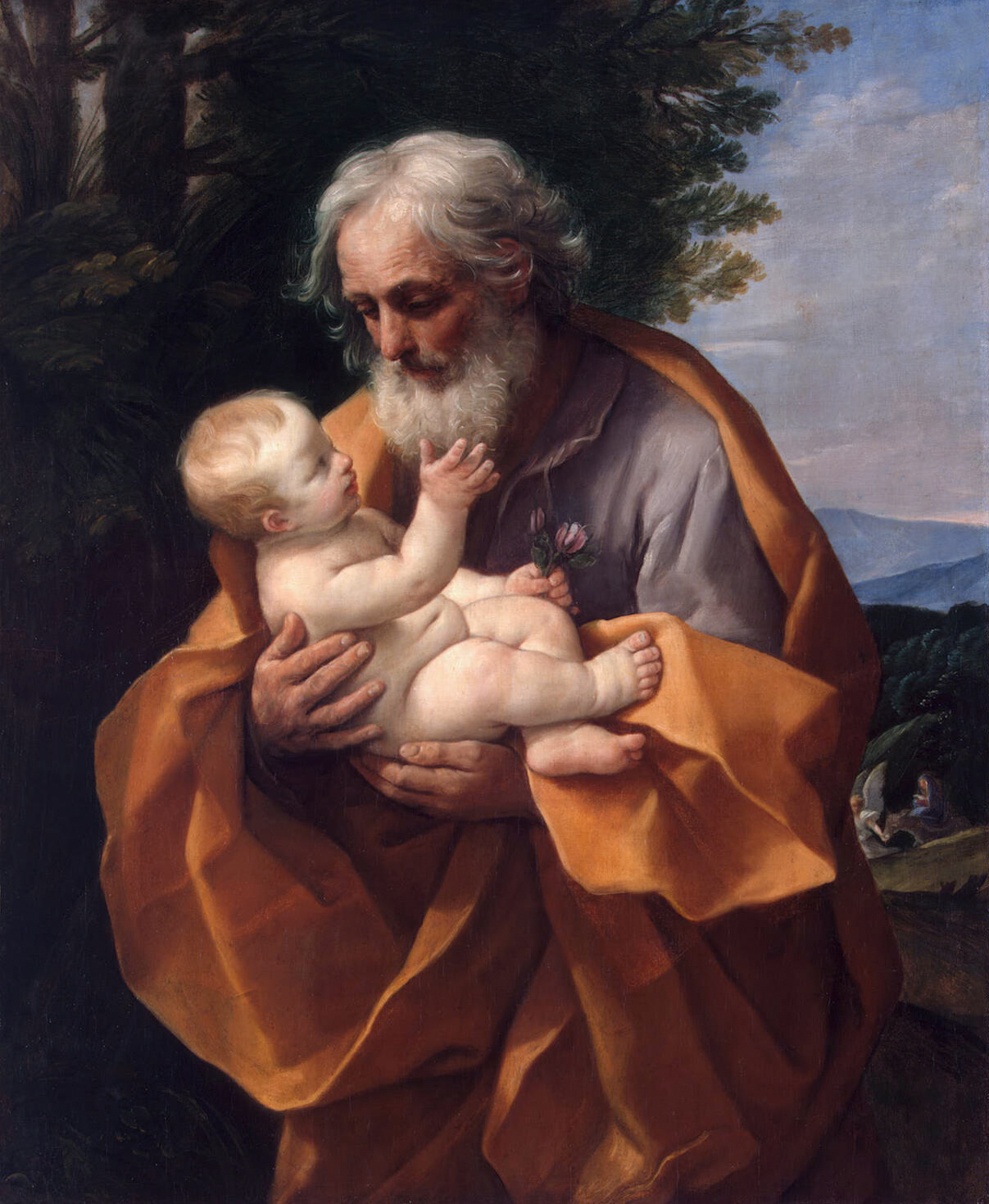
Imagem de São José, padroeiro do município.

Coxim localiza-se no país mais católico do mundo em números absolutos. A Igreja Católica teve seu estatuto jurídico reconhecido pelo governo federal em outubro de 2009, ainda que o Brasil seja atualmente um estado oficialmente laico.
A Igreja Católica reconhece como padroeiro da cidade São José. O município faz parte da Circunscrições eclesiásticas da Regional Oeste I (que atende Mato Grosso do Sul) e de acordo com a divisão resolvida pela Igreja Católica, o município de Coxim pertence à Província Eclesiática de Campo Grande, mais precisamente à Diocese de Coxim, sendo sede de 3 paróquias. Seu atual bispo é, desde 2022, Dom Otair Nicoletti.
Grupo formado por 66,77% dos seus habitantes, sendo a Católica Apostólica Romana com 66,73%, Católica Apostólica Brasileira 0,04%.
Igrejas
- Catedral São José
- Igreja de São Francisco das Chagas
- Igreja Nossa Senhora do Perpétuo Socorro

#### Protestantes
Embora seu desenvolvimento tenha sido sobre uma matriz social eminentemente católica, tanto devido à colonização quanto à imigração, é possível encontrar atualmente na cidade dezenas de denominações protestantes diferentes. De acordo com dados do censo de 2010 realizado pelo IBGE, a população local era composta 21,66% de protestantes.

##### Evangélicos de missão
Os evangélicos de missão totalizam 3,60% dos habitantes. Destes, 0,17% são luteranos, 0,13% são presbiterianos, 0,03% são metodistas, 2,16% são batistas e 1,11% são adventistas.

##### Evangélicos neopentecostais
Os evangélicos neopentecostais totalizam 12,08% dos habitantes. Destes, 5,23% é da Igreja Assembleia de Deus, 1,94% da Congregação Cristã do Brasil, 0,03% da Igreja o Brasil para Cristo, 0,94% da Igreja Evangelho Quadrangular, 0,56% da Igreja Universal do Reino de Deus, 0,75% da Igreja Deus é Amor, 0,27% da Comunidade Evangélica e 2,36% de outras evangélicas de origem pentecostal.
Templos
Em Coxim existem diversos templos evangélicos pentecostais (Assembleia de Deus Belém/Missões, Assembleia de Deus Madureira/Mato Grosso, Assembleia de Deus Nova Aliança, IURD, Congregação Cristã do Brasil, Templo da Fé, Batista Sal da Terra, e outras).

#### Restauracionista
Representado por 0,65% dos religiosos. Abrange apenas a Testemunhas de Jeová.

#### Outros cristãos
Em Coxim existem também cristãos de outras denominações, representado por 6,39% dos habitantes. Destes 5,98% são de outras igrejas evangélicas e 0,41% são de outras religiosidades cristãs.

### Outras denominações
O município é representada por variados outros credos, existindo também religiões de várias outras denominações tais como Testemunhas de Jeová, Maçônica, Messiânica, entre outras. São elas:

#### Reencarnacionistas
Possui 1,36% do total, sendo a espírita a única representante.

#### Asiaticas
Possui 0,22% do total, sendo o budismo o único representante.

#### Tradições esotéricas
Possui 0,26% do total.

### Indeterminados
Opções indeterminadas respondem por 0,48% dos locais, sendo os mal definidos respondendo por 0,44% e 0,04% dos que não sabem que religião são.

### Não religiosos
O Grupo das pessoas não religiosas respondem por 8,20% dos locais, sendo os sem religião convictos 7,80% e ateus 0,40%.

## Urbanização

### Domicílios
| Domicílios de Coxim                  | Domicílios de Coxim |
| ------------------------------------ | ------------------- |
| Total de domicílios                  | 12 870 domicílios   |
| Domicílios particulares              | 12 790 (99,38%)     |
| Domicílios coletivos                 | 80 (0,62%)          |
| Domicílios por rendimento per capita |                     |
| Mais de 5 salários                   | 3,38 %              |
| De 2 a 5 salários                    | 10,11 %             |
| De 1 a 2 salários                    | 21,38 %             |
| De 0,5 a 1 salário                   | 35,41 %             |
| De 0,25 a 0,5 salários               | 21,06 %             |
| Até 0,25 salários ou sem rendimento  | 8,64 %              |
| Distribuição por classe sociai       |                     |
| Classe A                             | 3,38 %              |
| Classe B                             | 10,11 %             |
| Classe C                             | 56,79 %             |
| Classe D                             | 21,06 %             |
| Classe E                             | 8,64 %              |
|                                      |                     |
| Classe alta (A - B)                  | 13,49 %             |
| Classe média (C - D)                 | 77,85 %             |
| Classe consumidora (A - B - C - D)   | 91,34 %             |
| Classe periférica (E)                | 8,64 %              |

### Infraestrutura

#### Ensino e pesquisa
Ensino básico
Segundo o MEC, Coxim tem um total de 16 escolas de ensino infantil e fundamental.
Possui 06 escolas estaduais as quais são: E. E. Pedro Mendes Fontoura, E. E. Viriato Bandeira, E.E. Padre Nunes, E.E. Semiramis Carlota da Rocha, E.E. Silvio Ferreira e E. E. Clarice Rondon dos Santos. Possui 02 escolas Municipais, Marechal Rondon e Estudante William Tavares (distrito de Silviolandia).
Ensino médio e técnico
- Escola Estadual Viriato Bandeira (Ensino Medio Inovador) período Integral.
- Instituto Federal de Educação Ciência e Tecnologia de Mato Grosso do Sul - IFMS

Ensino superior
- Universidade Estadual de Mato Grosso do Sul - UEMS - Biologia, Gestão Ambiental
- Universidade Federal de Mato Grosso do Sul - UFMS - História, Letras, Sistemas de Informação e Enfermagem
- Instituto Federal de Educação Ciência e Tecnologia de Mato Grosso do Sul - IFMS - Química

Escolas Particulares
- Santa Tereza
- ENOM
- FEC

Marco geodésico
O município de Coxim conta com um marco geodésico, que pertence à Rede Geodésica de MS. O Marco MS-11 está situado na rodovia BR-163 (Substação de Energia elétrica da ENERSUL). Tem como objetivo obter levantamentos planimétricos urbanos-rurais, topográficos e geodésicos executados, mapeamentos de pontos turísticos, obras de expansão de energia e telecomunicações, estudos ambientais, bases cadastrais e atividades agropecuárias.

#### Transporte

##### Terrestre
Interurbano e interestadual
Atendida pelas rodovia BR-163, Coxim é atendida também por seu terminal rodoviário de passageiros, que faz a ligação da cidade com o resto do estado, da região e do resto do país. Registra um bom fluxo de passageiros para outras cidades, especialmente em datas comemorativas.
4 micro-ônibus que fazem percurso intermunicipal entre as cidades de Sonora, Pedro Gomes, Rio Verde, São Gabriel do Oeste e Campo Grande.
Dentro do estado Coxim é servido pelas seguintes empresas:
- Viação Cruzeiro do Sul
- Viação Motta
- Viação Andorinha

No transporte interurbano é atendida pelas seguintes empresas:
- EUCATUR
- Viação Ouro e Prata
- Viação Motta
- Viação Andorinha

#### Instituições financeiras
- Banco do Brasil
- Banco Bradesco
- Caixa Econômica Federal
- HSBC
- SICREDI

#### Comunicações
- Jornal Coxim Agora
- Jornal eletrônico Diário X
- Edição[30] MS
- Jornal eletrônico Virou Notícia MS
- Agência dos Correios
- Rádio FM Pantaneira
- Rádio Band FM
- Rádio Vale do Taquari
- Rádio Pantanal de Coxim
- Jornal Correio do Pantanal
- Jornal Folha do Pantanal
- Diário do Estado

#### Saúde
- Hospital Regional Doutor Álvaro Fontoura
- Hospital CASSEMS
- Hemocentro Regional de Coxim
- Centro Médico e Diagnóstico - CEMED
- Clínica de olhos
- Fisioclínica
- Clínica Infantil
- Interclínica
- Clínica Carlos Chagas
- Clinica IMED
- Ortocentro

#### Segurança pública
Ordem pública
- Polícia Ambiental
- Polícia Civil - Delegacia Regional (DRP), 1ª DP e  DAM - Delegacia de Atendimento a Mulher
- Polícia Militar - 5º BPM
- Corpo de Bombeiros - 5º SGB

Outras competências
- Polícia Federal
- Polícia Rodoviária Federal

#### Forças armadas
| Organização                 | Sigla    |
| --------------------------- | -------- |
| 47.º Batalhão de Infantaria | 47.º B I |